# Clathurella rava
Clathurella rava é uma espécie de gastrópode do gênero Clathurella, pertencente a família Clathurellidae.